# Manlio Fabio Altamirano
Manlio Fabio Altamirano Fajardo (Xalapa, 12 oktober 1892 - Mexico-Stad, 25 juni 1936) was een Mexicaans politicus, journalist en revolutionair.
Altamirano studeerde rechten en ging werken als noraris in Pánuco. Bij de Delahuertistische Opstand sloot Altamirano zich aan bij het Mexicaanse leger om de opstandelingen te bestrijden. Hiermee begon zijn politieke carrière. Hij stond bekend als een groots redenaar. In 1929 werd hij tot afgevaardigde gekozen voor de Nationaal Revolutionaire Partij. Hij nam in 1931 deel aan het Nationaal Antiklerikale Congres als afgevaardigde voor zijn thuisstaat Veracruz en raakte bekend als strijder voor sociale rechtvaardigheid en landhervormingen.
In 1936 werd hij gekozen tot gouverneur van Veracruz. Voordat hij echter kon aantreden werd hij in het Café de Tacuba in Mexico-Stad vermoord in opdracht van Veracruzaanse grootgrondbezitters. Hij ligt begraven in het 
Panteón de Dolores.